# Alpecin-Fenix/Saison 2020
Dieser Artikel listet Siege und Fahrer des Radsportteams Alpecin-Fenix in der Saison 2020 auf.

## Siege
UCI WorldTour
| Datum                      | Rennen                       | Fahrer               |
| -------------------------- | ---------------------------- | -------------------- |
| 12. September              | 6. Etappe Tirreno-Adriatico  | Tim Merlier          |
| 13. September              | 7. Etappe Tirreno-Adriatico  | Mathieu van der Poel |
| 3. Oktober                 | 5. Etappe BinckBank Tour     | Mathieu van der Poel |
| 29. September – 3. Oktober | Gesamtwertung BinckBank Tour | Mathieu van der Poel |
| 18. Oktober                | Flandern-Rundfahrt           | Mathieu van der Poel |

UCI ProSeries
| Datum      | Rennen                   | Fahrer         |
| ---------- | ------------------------ | -------------- |
| 15. August | Dwars door het Hageland  | Jonas Rickaert |
| 30. August | Brussels Cycling Classic | Tim Merlier    |

UCI Continental Circuits
| Datum          | Rennen                                   | Kat. | Fahrer            |
| -------------- | ---------------------------------------- | ---- | ----------------- |
| 7. Februar     | 3. Etappe Étoile de Bessèges             | 2.1  | Dries De Bondt    |
| 24. Februar    | 4. Etappe Tour of Antalya                | 2.1  | Tim Merlier       |
| 15. August     | 3. Etappe Tour Bitwa Warszawska 1920     | 2.2  | Senne Leysen      |
| 16. August     | 4. Etappe Tour Bitwa Warszawska 1920     | 2.2  | Oscar Riesebeek   |
| 12.–16. August | Gesamtwertung Tour Bitwa Warszawska 1920 | 2.2  | Oscar Riesebeek   |
| 13. September  | Antwerp Epic Trohy                       | 1.1  | Gianni Vermeersch |

Nationale Meisterschaften
| Datum         | Rennen                                        | Fahrer               |
| ------------- | --------------------------------------------- | -------------------- |
| 23. August    | Niederländische Meisterschaft – Straßenrennen | Mathieu van der Poel |
| 23. August    | Deutsche Meisterschaft – Straßenrennen        | Marcel Meisen        |
| 22. September | Belgische Meisterschaft – Straßenrennen       | Dries De Bondt       |

## Fahrer
| Teamkader 2020                                 | Teamkader 2020     | Teamkader 2020         | Teamkader 2020                          |
| Name                                           | Geburtsdatum       | Land                   | Vorheriges Team                         |
| ---------------------------------------------- | ------------------ | ---------------------- | --------------------------------------- |
| Antoine Benoist                                | 6. August 1999     | Frankreich             | Team Chazal Canyon (2018)               |
| Ryan Cortjens (1. Aug.–31. Dez., Stagiaire)    | 8. Januar 2001     | Belgien                |                                         |
| Dries De Bondt                                 | 4. Juli 1991       | Belgien                | Verandas Willems-Crelan (2018)          |
| Floris De Tier                                 | 20. Januar 1992    | Belgien                | Team Jumbo-Visma (2019)                 |
| Petter Fagerhaug                               | 29. September 1997 | Norwegen               |                                         |
| Samuel Gaze                                    | 12. Dezember 1995  | Neuseeland             |                                         |
| Lasse Norman Leth                              | 11. Februar 1992   | Dänemark               | Aqua Blue Sport (2018)                  |
| Mees Hendrikx (1. Aug.–31. Dez., Stagiaire)    | 5. August 2000     | Niederlande            |                                         |
| Roy Jans                                       | 15. September 1990 | Belgien                | Cibel-Cebon (2018)                      |
| Jimmy Janssens                                 | 30. Mai 1989       | Belgien                | Cibel-Cebon (2018)                      |
| Timo Kielich (1. Aug.–31. Dez., Stagiaire)     | 5. August 1999     | Belgien                | Alpecin-Fenix (2020)                    |
| Alexander Krieger                              | 28. November 1991  | Deutschland            | Leopard Pro Cycling (2019)              |
| Senne Leysen                                   | 18. März 1996      | Belgien                | Roompot-Charles (2019)                  |
| Marcel Meisen                                  | 8. Januar 1989     | Deutschland            | Steylaerts-Verona (2017)                |
| Tim Merlier                                    | 30. Oktober 1992   | Belgien                | Pauwels Sauzen-Vastgoedservice (2019)   |
| Sacha Modolo                                   | 19. Juni 1987      | Italien                | EF Education First (2019)               |
| Alexandar Richardson                           | 30. April 1990     | Vereinigtes Königreich | Canyon DHB p/b Bloor Homes (2019)       |
| Jonas Rickaert                                 | 7. Februar 1994    | Belgien                | Sport Vlaanderen-Baloise (2018)         |
| Oscar Riesebeek                                | 23. Dezember 1992  | Niederlande            | Roompot-Charles (2019)                  |
| Loris Rouiller                                 | 21. Februar 2000   | Schweiz                |                                         |
| Kristian Sbaragli                              | 8. Mai 1990        | Italien                | Israel Cycling Academy (2019)           |
| Diether Sweeck (1. Mär.–11. Apr., Stagiaire)   | 17. Dezember 1993  | Belgien                | Pauwels Sauzen-Vastgoedservice (2019)   |
| Scott Thwaites                                 | 12. Februar 1990   | Vereinigtes Königreich | Vitus Pro Cycling p/b Brother UK (2019) |
| Ben Tulett                                     | 26. August 2001    | Vereinigtes Königreich | Willebrord Wil Vooruit (2019)           |
| Petr Vakoč                                     | 11. Juli 1992      | Tschechien             | Deceuninck-Quick Step (2019)            |
| Mathieu van der Poel                           | 19. Januar 1995    | Niederlande            | IKO Enertherm-BKCP (2013)               |
| David van der Poel                             | 15. Juni 1992      | Niederlande            |                                         |
| Niels Vandeputte (1. Aug.–31. Dez., Stagiaire) | 19. September 2000 | Belgien                | Iko-Crelan (2020)                       |
| Otto Vergaerde                                 | 15. Juli 1994      | Belgien                | WSA-Pushbikers (2018)                   |
| Gianni Vermeersch                              | 19. November 1992  | Belgien                | Verandas Willems (2016)                 |
| Louis Vervaeke                                 | 6. Oktober 1993    | Belgien                | Team Sunweb (2019)                      |
| Philipp Walsleben                              | 19. November 1987  | Deutschland            | Palmans Cras (2008)                     |
|                                                |                    |                        |                                         |
| Quelle: ProCyclingStats                        |                    |                        |                                         |